# Arthur Somervell

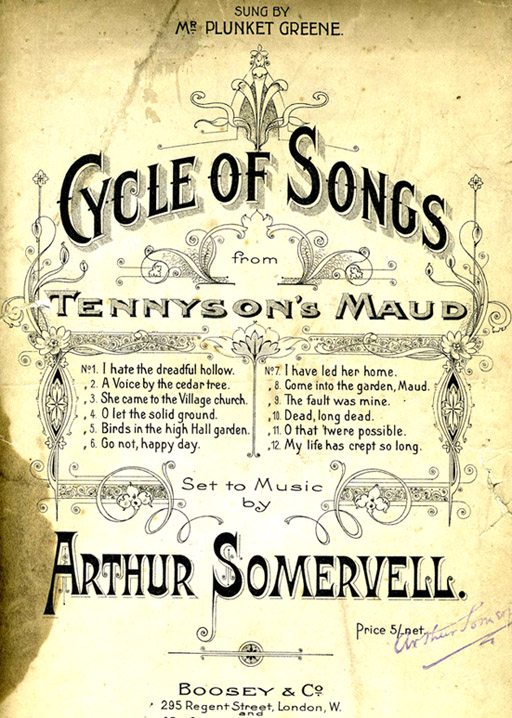
Titelseite des Erstdrucks von Somervells Liederzyklus 'Maud' nach Tennyson, Boosey & Co. 1898

Sir Arthur Somervell (* 5. Juni 1863 in Windermere; † 2. Mai 1937 in London) war ein englischer Komponist und Pädagoge.

## Leben und Werk
Somervell studierte Musik am King’s College in Cambridge bei Charles Villiers Stanford, danach von 1883 bis 1885 an der Hochschule für Musik in Berlin bei Friedrich Kiel und Woldemar Bargiel, anschließend zwei Jahre am Royal College of Music in London als Privatschüler von Hubert Parry. Ab 1894 war er selbst Mitglied des Lehrkörpers am Royal College, später wurde er Inspektor für Musik des Board of Education. 1928 trat er in den Ruhestand, im Folgejahr wurde er als Knight Bachelor geadelt.
Somervell trug als Komponist zu zahlreichen musikalischen Gattungen bei, so der Chormusik mit der Kantate The Forsaken Merman (1895) und dem Kurzoratorium The Passion of Christ (1914). Als seine wichtigsten Beiträge zur englischen Musik gelten jedoch fünf Liederzyklen u. a. auf Texte von Tennyson, Housman und Browning. Weniger erfolgreich blieb seine Instrumentalmusik. Breitere Bekanntheit erlangte zeitweilig der 2. Satz seiner Sinfonie d-Moll Thalassa (1912), eine dem Andenken des Polarforschers Scott gewidmete Elegie, die Somervell auch separat für Klavier bzw. Orgel bearbeitete. 1930 entstand ein Adila Fachiri gewidmetes Violinkonzert.
Als Pädagoge leistete Somervell Pionierarbeit bei der Etablierung von Musik als anerkanntes Schulfach und komponierte auch entsprechende Werke pädagogischer Intention, etwa mehrere Operetten für Kinder. Somervells Musik fußt in der deutschen Romantik und lässt Bezüge zu Mendelssohn und Brahms erkennen.